# Прозоровский, Василий Иванович
Князь Василий Иванович Прозоровский (? — † 1570) — воевода и наместник в царствование Ивана Грозного.
Из княжеского рода Прозоровские. Старший из троих сыновей князя Ивана Андреевича Пуговицы Прозоровского. Имел братьев, князей: Александра и Никиту Ивановичей.

## Биография
В марте 1544 года первый воевода шестого Сторожевого полка в казанском походе по реке Ока.  В 1546 году упомянут стольником. В апреле 1549 года первый воевода пятого Сторожевого полка в шведском походе. В ноябре 1553 года участвовал на свадьбе казанского царя Симеона и Марии Андреевны Кутузовой-Клеопиной. В 1555 году годовал шестым воеводой в Смоленске. В 1564 году во время Ливонской войны наместник, затем 1-й воевода в Чернигове, где отразил нападение польско-литовского войска, под командованием гетмана Я. Сапеги, захватив в бою их знамя. За эту победу В.И. Прозоровский и состоявший при нём 2-й воевода Фома Третьяков получили от Ивана Грозного по «золотому». В 1566 году наместник в Чернигове, подписался под грамотой о продолжении войны с польским королем Сигизмундом II Августом. В сентябре 1567 года третий воевода в Полоцке.
В 1570 году участвовал в отражении набега крымских татар в районе Рязани и Каширы. За то, что он дрогнул, князь Василий Иванович был убит, по приказанию царя Ивана Грозного, своим родным братом Никитой Ивановичем — растерзан напущенным на него медведем. В синодике опальных Ивана Грозного не упомянут.
По родословной росписи показан бездетным.